# Pegida
Patriotische Europäer gegen die Islamisierung des Abendlandes (PEGIDA), in het Nederlands 'Patriottische Europeanen tegen de islamisering van het Avondland', is een Duitse protestbeweging die naar eigen zeggen demonstreert tegen de islam en tegen wat men noemt de islamisering van Duitsland en Europa. 
De beweging organiseert sinds oktober 2014 iedere maandag een demonstratie in Dresden, met name tegen moslimfundamentalisme en voor een aangescherpt immigratie- en asielbeleid in Duitsland en Europa. Iedere demonstratie in het centrum van Dresden wordt afgesloten met toespraken door de organisatoren. Pegida is voor het beschermen van de Duitse identiteit en een strengere asielwetgeving. Demonstraties richten zich ook tegen antifa. De bekendste leuze die tijdens de demonstraties wordt geroepen is Wir sind das Volk, naar analogie van de protestbeweging in 1989 in de voormalige Duitse Democratische Republiek (DDR).

## Begin
De eerste demonstratie in Dresden was op 20 oktober 2014, waaraan circa 200 personen deelnamen. In december verspreidde de organisatie een document met eisen. In relatief gematigde bewoordingen werd een aanpassing van het asielbeleid geëist. Verder eiste men meer geld en mankracht voor politie, bescherming van "onze christelijk-joodse cultuur van het Avondland" en een verbod op parallelle gemeenschappen en rechtspraak zoals de Sharia-rechtbanken.
Op 15 december waren er circa 15.000 deelnemers. Op 22 december werden 17.500 deelnemers geteld.
Op 13 april 2015 hield de Nederlandse parlementariër Geert Wilders van de PVV in Dresden een toespraak voor circa 10.000 Pegida-aanhangers die internationale media-aandacht trok.
De oorspronkelijke organisator en woordvoerder van PEGIDA was Lutz Bachmann, een tot dan toe onbekende actievoerder wiens criminele verleden veelvuldig is besproken in de Duitse media. Op 21 januari 2015 stapte hij in eerste instantie op, nadat een oudere foto van hem vermomd als Adolf Hitler openbaar was geworden. Na een bestuurscrisis fungeert Bachmann sinds eind februari 2015 onveranderd als leider, woordvoerder en gezicht van de organisatie.
Bachmann werd, nadat hij op Facebook migranten als 'ongedierte' en 'tuig' (Viehzeug, Dreckspack en Gelumpe) had aangeduid, op 3 mei 2016 door de rechtbank in Dresden wegens haatzaaien (Volksverhetzung) tot een boete van 9.600 euro veroordeeld. Sinds 19 december is PEGIDA een geregistreerde vereniging.

## Latere ontwikkelingen
In juli 2016 maakt Lutz Bachmann bekend dat PEGIDA inmiddels ook een politieke partij in Duitsland was begonnen, de FDDV. Dit vanwege de dreiging van het OM om de protestbeweging te gaan verbieden.
In eerste instantie breidde de beweging zich vooral uit over andere Duitse steden. Later ontstonden ook in andere Europese landen soortgelijke organisaties.

## Reacties
In een gezamenlijke verklaring hebben Duitse religieuze en maatschappelijke organisaties afstand genomen van de eisen van PEGIDA, die door hen worden omschreven als nationalistisch en rechts-conservatief. Zij verklaarden dat de beweging haat tegen moslims bevordert en de opname van asielzoekers afkeurt en dit in tegenspraak is met de open Duitse samenleving waarin ruimte is voor mensen met verschillende achtergronden. De voorzitter van de Centrale Raad van Joden in Duitsland, Josef Schuster, waarschuwde voor PEGIDA: 'Hier vermengen zich neonazi's, uiterst rechtse partijen en burgers die menen eindelijk hun racisme en vreemdelingenhaat vrij te mogen uitleven.'
Verschillende Duitse politici hebben hun bezorgdheid en afkeuring uitgesproken over PEGIDA. Bondskanselier Angela Merkel (CDU) veroordeelde de organisatie en stelde dat er in Duitsland 'geen plaats is voor hetze en laster'. De Duitse minister voor Justitie, Heiko Maas (SPD), noemde de demonstraties 'een schande voor Duitsland'. Anderen vinden dat de ongerustheid van demonstranten terecht is en er een dialoog moet komen. Deelnemers aan de demonstraties krijgen het advies om niet met de pers te praten. Vaak worden tegendemonstraties georganiseerd die in enkele gevallen groter zijn dan de demonstraties van lokale initiatieven die zich liëren aan PEGIDA.

## In Europa

### Vlaanderen
In januari 2015 openden Vlaamse aanhangers van PEGIDA een Facebook-pagina waarin ze opriepen tot een 'Eerste Volksbijeenkomst voor Vrijheid, tegen islamisering' in Antwerpen. Het initiatief werd meteen getrotseerd door het burgerinitiatief Hart boven Hard, dat opriep tot 'een wake voor een solidaire samenleving in Antwerpen'.
Op maandag 2 maart 2015 demonstreerden – ondanks het door burgemeester Bart De Wever na een negatief veiligheidsadvies van de politie uitgevaardigde verbod – 200 à 250 aanhangers op het Hendrik Conscienceplein in Antwerpen waarvan 12 opgepakt werden en 227 hun identiteitspapieren moesten voorleggen aan de politie. Deze demonstratie werd binnen een uur door de politie geneutraliseerd.
 De woordvoerder van PEGIDA Vlaanderen sinds juni 2015 is Kristof de Smet.

### Nederland

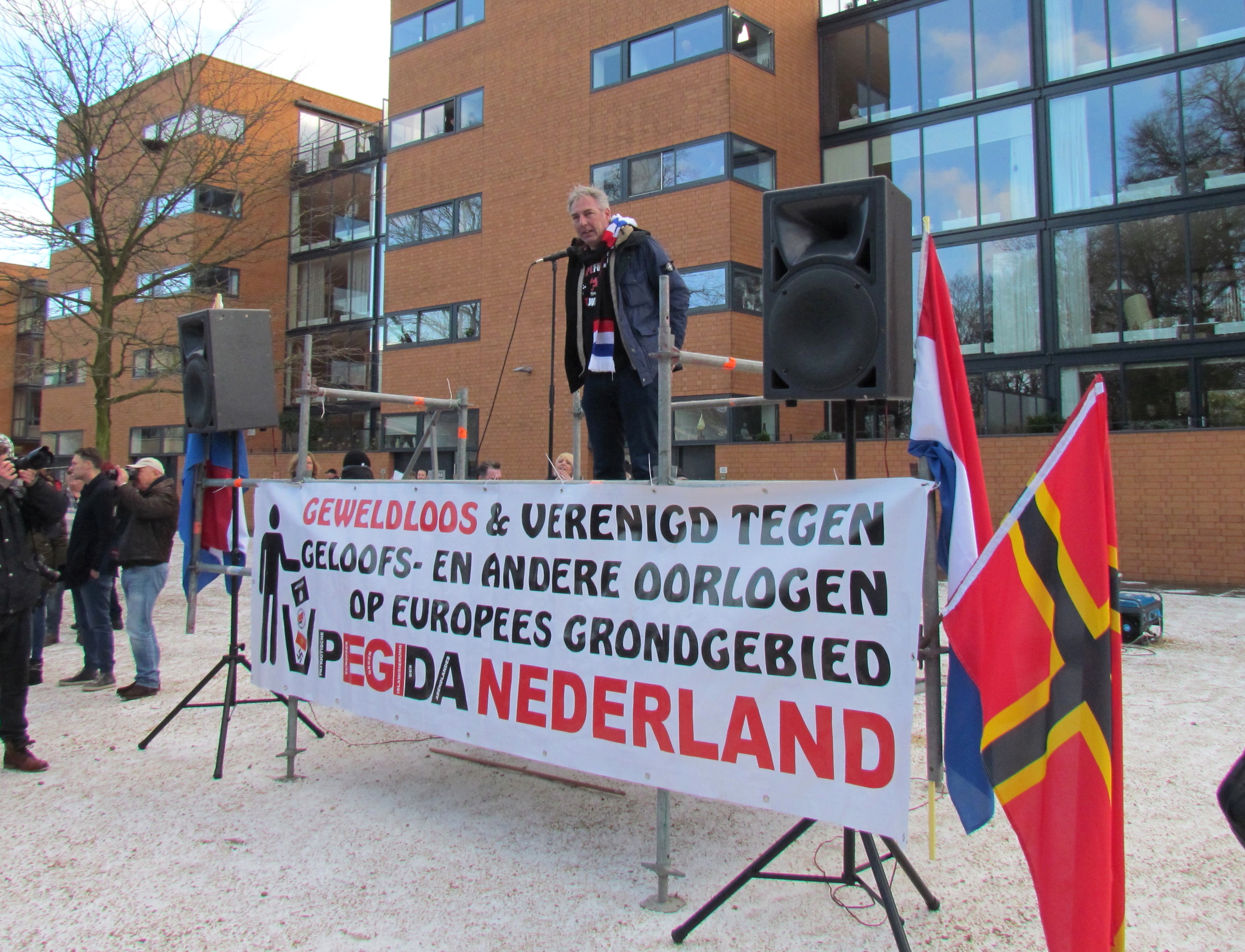
Edwin Wagensveld spreekt op een demonstratie van PEGIDA Nederland in Apeldoorn op 17 januari 2016. Uiterst rechts de rood-zwart-gele Duitse weerstandsvlag.

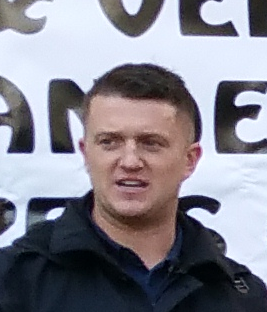
Tommy Robinson op de eerste manifestatie van PEGIDA Nederland in Utrecht op 11 oktober 2015.

In 2015 begon zich ook een Nederlandse afdeling van PEGIDA te manifesteren; Pegida Nederland werd op 11 oktober 2015 gelanceerd met een oprichtingsvergadering in Utrecht. Pegida-leider Lutz Bachmann, Pegida-medeoprichter en organisatieteamlid Siegfried Däbritz en Tommy Robinson, die Pegida in het VK lanceerde en eerder de English Defence League oprichtte en leidde, waren aanwezig.  In dat jaar werden er op 11 oktober en 8 november in Utrecht en op 29 november en 19 december in Rotterdam PEGIDA-demonstraties gehouden. In 2016 waren er onder andere demonstraties in Apeldoorn (17 januari) en Amsterdam (6 februari).
De voorzitter van PEGIDA Nederland is de in Duitsland woonachtige Nederlander Edwin Wagensveld,  die eerder sprak bij manifestaties van PEGIDA Duitsland en in Duitse media werd aangeduid als 'Ed aus Holland', en die zichzelf ook wel presenteert als 'Edwin Utrecht'. Wagensveld werd op 20 februari 2016, tijdens een demonstratie in Ede, aangehouden toen hij een muts, die leek op een varkenskop, weigerde af te zetten. Hij werd zonder strafvervolging weer vrijgelaten omdat de officier van justitie oordeelde dat er geen strafbaar feit was begaan. Hij werd op 27 februari 2016, tijdens een demonstratie in Amsterdam, aangehouden voor het ontrollen van een spandoek (hier rechts weergegeven) waarop naast het Pegida-logo een symbool is te zien waarin onder meer een swastika in een prullenmand wordt gegooid. Op deze dag droegen veel Pegida-leden varkenskopmutsen zoals het exemplaar dat Wagensveld had gedragen in Ede. Columnist Tinkebell beweert in een column dat Edwin Wagensveld zich in 2019 versprak na de opnamen voor een televisieprogramma van Powned door te laten vallen dat zijn verkoop van pepperspray floreerde na de aanrandingen op oudejaarsavond 2015 in Keulen. Zij suggereert hierop dat polarisatie en het mensen tegen elkaar opzetten voor hem een verdienmodel is. Hiermee lijkt zij te suggereren dat de aanrandingen vanuit rechtse hoek worden uitvergroot en uitgebuit. Wagensveld heeft hier volgens haar ontkennend op gereageerd. Feitelijk deden wel degelijk meer dan 800 mensen na de gebeurtenissen op oudejaarsavond 2015 aangifte, waarvan bijna 500 van seksueel getinte misdrijven.
Op 18 maart 2016 protesteerden Pegida-leden op Schiphol tegen het proces tegen Geert Wilders wegens zijn 'Minder Marokkanen'-uitspraak. De beweging gelooft dat de vrijheid van meningsuiting op het spel staat. Vijf niet-Pegida-leden en een Pegida-aanhanger werden aangehouden nadat peperspray en messen werden gevonden in drie auto's in de omgeving. De vijf niet-Pegida-leden werken met de Dutch Self Defense Army en zijn pro-Wilders. De Dutch Self Defense Army zegt dat de messen een zakmes en aardappelschilmes zijn.

### Frankrijk
PEGIDA Frankrijk (Frans: Pegida France) is een Franse tak van de anti-islambeweging Pegida.
Aanzet was het initiatief van de Franse schrijver Renaud Camus om samen met Riposte laïque, Résistance républicaine, Bloc identitaire en andere groepen een anti-islam-manifestatie op te zetten. De manifestatie verviel en op een persconferentie kondigde Camus aan een Franse tak van PEGIDA op te willen richten. De vereniging geeft haar steun aan Marine Le Pen en verwijst naar de leidster van het Front national als 'de toekomstige presidente van de Franse republiek'.
Opgericht in juli 2015 wordt de vereniging PEGIDA France voorgezeten door de 25-jarige Normandische Loïc Perdriel. Een eerste manifestatie vindt plaats op 8 november 2015 gevolgd door een tweede op 6 februari 2016, beide in Calais, waar de opvangkampen toentertijd gekend als de Jungle meerdere duizenden vluchtelingen en migranten telden. Bij de verboden betoging worden een twintigtal militanten opgepakt door de politie onder wie Perdriel en generaal Christian Piquemal.

### Verenigd Koninkrijk
Pegida UK is opgericht door Tommy Robinson. Na een inleidende demonstratie in Londen in de zomer van 2015 door ex English Defence League leden, werd de groep op 4 januari 2016 officieel opgericht in een pub in Toddington. Op de dag van de oprichting werd Robinson adviseur, en kwam de leiding van de groep te liggen bij Paul Weston en Anne Marie Waters.
Robinson verklaarde dat hij hoopte dat Pegida UK anders zou zijn dan de EDL in de zin dat het meer leden uit de middenklasse zou trekken. Pegida UK’s eerste officiële demonstratie was een demonstratie in Birmingham op 6 februari.